# Yonny Hernández
Yonny Hernández Vega (ur. 25 lipca 1988 w Medellín) – kolumbijski motocyklista.

## Kariera

### Przed MotoGP
Hernandez rozpoczął ściganie w motocrossie mając 15 lat, od razu odnosił sukcesy zwyciężając w 2003 wszystkie wyścigi krajowych mistrzostw w klasie 85cm3 i zdobywając tym samym tytuł mistrza, w 2005 także sięgnął po to trofeum. 2008 to pierwsze zwycięstwo na asfalcie w hiszpańskiej serii supermotard, 2009 to z kolei czwarte miejsce pod koniec sezonu w hiszpańskich mistrzostwach CEV Buckler (kategoria Supersport).

### Moto2
2010 był debiutem Yonnego w Moto2, został on pierwszym Kolumbijczykiem, który wziął udział w tych mistrzostwach, po drodze zaliczył kilka niezłych występów gromadząc łącznie 32 punkty, co dało mu 21. miejsce w klasyfikacji generalnej, 2011 to mały progres i 19. miejsce na koniec roku.

### MotoGP
W 2012 Hernandez zdecydował się zmienić kategorię Moto2 i dołączyć do stawki motocykli MotoGP, podpisał kontrakt z zespołem PBM, który wystawiał maszyny CRT z silnikiem Aprilii. Od Grand Prix Aragonii Yonny dosiadał już motocykla fabrycznego, a dokładnie Ducati Desmosedici zespołu Ignite Pramac Racing, zastępując kontuzjowanego Amerykanina, Bena Spiesa. Obiecujące wyniki sprawiły, że Kolumbijczyk zagwarantował sobie miejsce na sezon 2014 z tym samym zespołem, jednak tym razem na zasadach klasy 'Open'. Sezon 2014 okazał się niezbyt szczęśliwym dla Kolumbijczyka - częste miejsca poza czołową dziesiątką zaowocowały piętnastym miejscem w generalce. W kolejnym sezonie w końcowej klasyfikacji względem poprzedniego zanotował awans o jedno miejsce.

## Statystyki

### Sezony
| Sezon | Klasa  | Motocykl | Wyścigi | Zwycięstwa | Podia | PP | Najsz. okr. | Pkt. | Miejsce |
| ----- | ------ | -------- | ------- | ---------- | ----- | -- | ----------- | ---- | ------- |
| 2010  | Moto2  | BQR      | 17      | 0          | 0     | 0  | 0           | 32   | 21      |
| 2011  | Moto2  | FTR      | 14      | 0          | 0     | 0  | 1           | 43   | 19      |
| 2012  | MotoGP | BQR-FTR  | 15      | 0          | 0     | 0  | 0           | 28   | 17      |
| 2012  | MotoGP | BQR      | 15      | 0          | 0     | 0  | 0           | 28   | 17      |
| 2013  | MotoGP | ART      | 18      | 0          | 0     | 0  | 0           | 21   | 18      |
| 2013  | MotoGP | Ducati   | 18      | 0          | 0     | 0  | 0           | 21   | 18      |
| 2014  | MotoGP | Ducati   | 18      | 0          | 0     | 0  | 0           | 53   | 15      |
| 2015  | MotoGP | Ducati   | 18      | 0          | 0     | 0  | 0           | 56   | 14      |
| 2016  | MotoGP | Ducati   | 5       | 0          | 0     | 0  | 0           | 3*   | 21*     |
| Razem |        |          | 105     | 0          | 0     | 0  | 1           | 236  |         |

* – sezon w trakcie

### Starty
| Rok  | Klasa  | Motocykl | 1      | 2      | 3      | 4      | 5      | 6      | 7      | 8      | 9      | 10     | 11     | 12     | 13      | 14     | 15     | 16      | 17     | 18     | Poz. | Pkt. |
| ---- | ------ | -------- | ------ | ------ | ------ | ------ | ------ | ------ | ------ | ------ | ------ | ------ | ------ | ------ | ------- | ------ | ------ | ------- | ------ | ------ | ---- | ---- |
| 2010 | Moto2  | BQR      | QAT NU | ESP 10 | FRA 12 | ITA 20 | GBR NU | NED 15 | CAT 12 | GER 10 | CZE 23 | IND 15 | RSM 11 | ARA NU | JPN NU  | MAL 13 | AUS 19 | POR 18  | VAL 14 |        | 21   | 32   |
| 2011 | Moto2  | FTR      | QAT 12 | ESP 14 | POR 18 | FRA 20 | CAT 9  | GBR 9  | NED 13 | ITA NU | GER 6  | CZE NU | IND    | RSM    | ARA DNS | JPN 23 | AUS 24 | MAL DSQ | VAL 6  |        | 19   | 43   |
| 2012 | MotoGP | BQR-FTR  | QAT 14 |        |        |        |        |        |        |        |        |        |        |        |         |        |        |         |        |        | 17   | 28   |
| 2012 | MotoGP | BQR      |        | ESP NU | POR NU | FRA 15 | CAT 18 | GBR 15 | NED NU | GER 14 | ITA NU | USA 12 | IND 9  | CZE 12 | RSM 12  | ARA 13 | JPN NU | MAL DNS | AUS    | VAL    | 17   | 28   |
| 2013 | MotoGP | ART      | QAT 14 | AME 15 | ESP NU | FRA NU | ITA 16 | CAT 13 | NED 19 | GER NU | USA 15 | IND NU | CZE 16 | GBR 20 | RSM NU  |        |        |         |        |        | 18   | 21   |
| 2013 | MotoGP | Ducati   |        |        |        |        |        |        |        |        |        |        |        |        |         | ARA 12 | MAL 10 | AUS 13  | JPN 15 | VAL NU | 18   | 21   |
| 2014 | MotoGP | Ducati   | QAT 12 | AME 13 | ARG 12 | ESP 14 | FRA 13 | ITA 10 | CAT 11 | NED 19 | GER 17 | IND NU | CZE NU | GBR 11 | RSM 10  | ARA 15 | JPN NU | AUS 11  | MAL 7  | VAL NU | 15   | 53   |
| 2015 | MotoGP | Ducati   | QAT 10 | AME NU | ARG NU | ESP 10 | FRA 8  | ITA 10 | CAT NU | NED 14 | GER 12 | IND 12 | CZE 11 | GBR NU | RSM NU  | ARA 10 | JPN 14 | AUS 17  | MAL 12 | VAL 13 | 14   | 56   |
| 2016 | MotoGP | Ducati   | QAT NU | ARG NU | AME 14 | ESP 15 | FRA NU | ITA    | CAT    | NED    | GER    | AUT    | CZE    | GBR    | SMR     | ARA    | JPN    | MAL     | AUS    | VAL    | 21*  | 3*   |

* – sezon w trakcie